# Polimeri termoindurenti
I polimeri termoindurenti sono particolari polimeri che, una volta prodotti, non possono essere fusi senza andare incontro a degradazione chimica ("carbonizzazione")..
Sono polimeri reticolati, ma presentano un grado di reticolazione molto più elevato degli elastomeri, per cui le reticolazioni ostacolano la mobilità delle macromolecole, dando luogo ad un comportamento fragile. 
Vengono indicati con il nome di termoindurenti quei polimeri che, in opportune condizioni di temperatura e/o in presenza di particolari sostanze si trasformano in materiali rigidi, insolubili e infusibili. Questa trasformazione si verifica in seguito a reazioni di reticolazione ( processo tramite il quale le catene polimeriche vanno incontro a una reazione che crea legami fra diverse catene a livello di gruppi funzionali reattivi) detto curing che avvengono fra le catene polimeriche con formazione di legami forti (covalenti o ionici). Alcuni polimeri termoindurenti vengono reticolati per mezzo del solo calore oppure attraverso combinazioni di pressione e calore, mentre altri possono essere reticolati attraverso reazioni chimiche a temperatura ambiente (reticolazione a freddo).  Tali polimeri sono difficilmente riciclabili in quanto i nuovi legami formati a seguito delle operazioni di reticolazione sono definitivi. Esaminando l’andamento della viscosità con la temperatura, quando viene superato il punto di rammollimento si verifica una iniziale diminuzione della viscosità: si è in presenza di uno stato plastico che consente la lavorazione del materiale. Ad un certo punto, però, subentra la reticolazione e si ha un progressivo aumento della viscosità che conduce all’indurimento del materiale. Ne consegue che i materiali termoindurenti possono essere lavorati con le stesse tecnologie dei materiali termoplastici, purché la lavorazione sia portata a termine in condizioni nelle quali i polimeri conservino la loro plasticità e si abbia cura che la reticolazione avvenga in una fase successiva allorquando è stata impartita al materiale la sua forma definitiva. I polimeri termoindurenti vengono usati come materiali da stampaggio, nel settore degli adesivi, in quello delle vernici e degli smalti e trovano utilizzo come isolanti degli aerei . Fra i polimeri termoindurenti più noti ci sono le resine epossidiche, la maggior parte dei poliuretani (PU), la bakelite, le resine di melammina, etc.

## Produzione
I polimeri termoindurenti si ottengono per reazione di monomeri polifunzionali fra di loro e/o con indurenti (o agenti di reticolazione), attraverso processi di condensazione (nel caso della bachelite) o di addizione (nel caso delle resine epossidiche). Si possono distinguere due fasi: nella prima si formano le catene polimeriche, mentre nella seconda (che avviene a temperatura più elevata) le catene polimeriche formano fra loro un reticolo. Lo stampaggio avviene durante la seconda fase di lavorazione.

## Lavorazione
Le tecniche che possono essere utilizzate per lo stampaggio di questi polimeri sono:
- Stampaggio a compressione: effettuato sottoponendo il polimero ancora non reticolato a compressione e riscaldamento
- Stampaggio con trasporto a pistone
- Stampaggio ad iniezione: a differenza del processo di stampaggio ad iniezione dei polimeri termoplastici (dove lo stampo è raffreddato e il cilindro con vite punzonante scalda e fonde il polimero), lo stampaggio ad iniezione per i materiali termoindurenti avviene tramite un riscaldamento progressivo fino alla reticolazione e quindi all'indurimento (la temperatura nello stampo è maggiore di quella nel cilindro con vite punzonante e porta all'indurimento).

## Esempi
Di seguito vengono elencati alcuni polimeri termoindurenti:
- poliuretano
- resina epossidica
- polifenolo
- polidiciclopentadiene
- poliimmide.